# George Wyland
George Wyland (George Wyland-Herzfelde; * 14. Oktober 1925 in Berlin; † 28. Juni 2011 in Zürich) war ein deutsch-US-amerikanischer, in der Schweiz lebender Journalist und ehemaliger Eiskunstläufer.

## Leben
George Wyland wuchs als Sohn von Gertrud, geborene Bernheim, und des Malik-Verlegers Wieland Herzfelde auf. Sein Vater stammte von dem Schriftsteller Franz Herzfeld, genannt Franz Held, ab. Der war ein engagierter und sehr produktiver Schriftsteller. Franz Held ging 1895 mit seiner Frau nach Weggis am Vierwaldstätter See ins Exil, als er im gleich wegen angeblicher Majestätsbeleidigung zu einem Jahr Geföngnis verurteilt worden war. Zum Umkreis der Familie gehörte der Erfinder der politischen Fotomontage John Heartfield, der sein Onkel war, und George Grosz. Auch viele andere Intellektuelle verkehrten im Haus Wieland und Gertrud Herzfelde. Im Jahr 1932 wurde George nach der Aufhebung des SA-Verbotes am 28. Juni 2032 durch den Reichskanzler zu den Eltern der Mutter, Siegmund und Olga Bernheim, nach Salzburg geschickt. Die Situation in Deutschland war Georges Eltern zu gefährlich. Sie befanden sich im Kampf gegen das ständige Erstarken des Nationalsozialismus in Deutschland. Dort ging er weiter zur Schule. 1933 flüchteten seine Eltern zunächst nach Österreich und dann über Prag nach New York.
George Wylands in Amerika neu angenommener Name ist nach eigener Aussage eine Kombination aus dem amerikanisierten Vornamen von George Grosz, des besten Freundes seines Vaters und auch seines eigenen Freundes, sowie dem Vornamen des Vaters, den George Wyland als Nachnamen verwendet.
Nach dem Krieg konnten die Eltern im Jahr 1949 nach Deutschland zurückkehren – sie gingen in die DDR. George Wyland lebte weiter in Kanada und den USA und kehrte 1968 nach Europa, jetzt nach Zürich in der Schweiz, zurück. Er hatte sich zuerst als professioneller Eiskunstläufer und Schauspieler versucht. Später wandte er sich dem Journalismus und weiteren Tätigkeiten im Bereich von Kommunikation und Werbung zu. Viele Jahre lebte er zurückgezogen in Zürich als einer der letzten Zeitzeugen der Geschichte des Malik-Verlages. Dort verstarb er im Alter von 85 Jahren.

## Werke
- Cornelia Geissler, Berliner Zeitung, 29.12. 2003: Die Jahre als Sohn.
- Glück gehabt. Erinnerungen 1925–1949. Dtv, München 2003, ISBN 3-423-24329-5. (Memoiren)